# ماري إيربس
ماري إيربس (مواليد 7 مارس 1993) هي لاعب كرة قدم إنجليزية تلعب في مركز حارس المرمى في نادي مانشستر يونايتد.

## روابط خارجية
- ماري إيربس على موقع الاتحاد الدولي (مؤرشف)  (الإنجليزية)
- ماري إيربس على موقع الاتحاد الأوربي (الإنجليزية)
- ماري إيربس على موقع إي إس بي إن إف سي (الإنجليزية)
- ماري إيربس على موقع قاعدة بيانات كرة القدم.إي يو (الإنجليزية)
- ماري إيربس على موقع ليكيب (الفرنسية)
- ماري إيربس على موقع Soccerway.com (الإنجليزية)
- ماري إيربس على موقع عالم كرة القدم.نت (الإنجليزية)